# Sauris plumipes
Sauris plumipes är en fjärilsart som beskrevs av John S. Dugdale 1980. Sauris plumipes ingår i släktet Sauris och familjen mätare. Inga underarter finns listade.